# Iraklij Kałandija
Iraklij Murtazijewicz Kałandija (ros. Ираклий Муртазиевич Каландия; 14 listopada 1994) – rosyjski zapaśnik walczący w stylu klasycznym. Drugi w Pucharze Świata w 2016. Drugi na mistrzostwach Rosji w 2018; trzeci w 2015, 2016 i 2019 roku.